# Hydrografische geschiedenis
De hydrografische geschiedenis beschrijft het onderzoek naar het in kaart brengen van de zeeën en oceanen. Deze is vrijwel volledig geautomatiseerd maar dat was vroeger niet zo.
In de vijftiende eeuw begonnen Europeanen de oceanen te onderzoeken. Denk maar aan Columbus, Magellan, Cook en vele anderen. Zij voeren met hun schepen de oceanen over op zoek naar andere continenten, en zorgde voor een wereldwijde kolonisatie.
De eerste zeereizen waren vaak ook de bron voor de eerste zeekaarten. De navigatie was nog niet zo goed, met behulp van sterren en zichtpeilingen op de kust. Dat was dus nog niet erg precies. Maar toch stammen de eerste kaarten uit die tijd.
Net als bij de horizontale coördinaten werden de verticale coördinaten, diepten, relatief eenvoudig gemeten. Op een simpele manier werd er een bepaalde diepte gemeten onder een schip. Door een lang touw te laten zakken vanaf het schip tot op de bodem, kon op het touw de uitgerolde lengte worden gemeten, dit stond dan gelijk met de plaatselijke diepte. In combinatie met de horizontale coördinaten kon dan in een kaart de diepte getekend worden.
Deze manier van diepte meting werd loden genoemd. Dit komt van het woord lood, de gewichtjes aan een stuk touw, waren namelijk van lood.
De gehele reis werden er regelmatig diepte peilingen uitgevoerd. En aan de hand van alle verzamelde gegevens konden dan kaarten worden gemaakt.
Naast het gebruik van een lood, werden er ook door middel van baken dieptes bepaald. Dit gebeurde door een stok in het (ondiepe) water te plaatsen en de diepte daarop af te lezen.

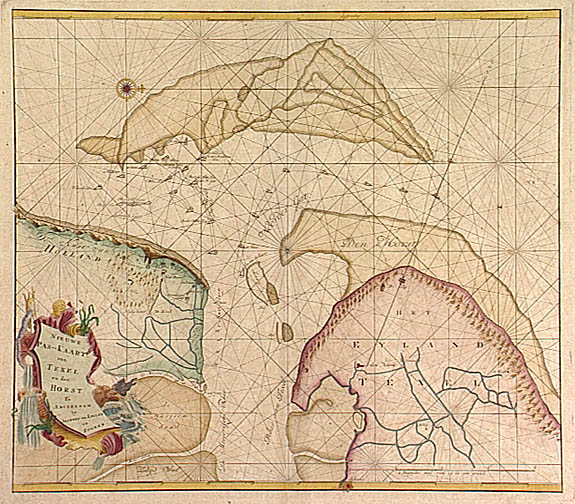
Een oude zeekaart van Texel.

De manier van dieptemeting met behulp van een touw en lood, was niet erg precies. Zo was het schip namelijk, bij peiling van grote dieptes vaak al, verplaatst vóór dat het lood de bodem had geraakt. Of werd het lood door onderzeese stromingen weggezet. Dit betekent het touw ondanks het gewicht niet recht naar de bodem liep, maar schuin naar beneden, waardoor er vaak een veel grotere diepte gemeten werd dan er in werkelijkheid op die plaats was.

## Bekende hydrografen
Vrij vertaald is een hydrograaf iemand die het water beschrijft. Vroeger, toen de meeste mensen nog dachten dat de aarde plat was waren er een aantal figuren die dat tegendeel wilden bewijzen, of simpelweg verder wilden kijken dan het beperkte Europa. Die reizen gingen meestal over zee. Het bekendste voorbeeld is wel Columbus, maar Amerigo Vespucci (naar wie het werelddeel Amerika is genoemd) en Ferdinand Magelhaen zijn ook bekende ontdekkers. Deze mensen waren de eerste hydrografen. Ze beschreven hun routes, in woord en beeld (kaarten).